# Повстання у Чечні (1708)
Повстання в Чечні відбулося на початку 1708 року під проводом Мурата Кучукова. Однією з причин повстання були зловживання царських воєвод, що перебували в Терському місті та дискримінаційна економічна політика щодо горян. Повстання було першим подібним виступом у Чечні.

## Причини
Царські намісники, використовуючи важливе економічне та стратегічне становище Терського міста, обкладали горців різними податями та митами, вимагали у них хабарі. Так, наприклад, чеченці, які проживали в Терському місті, повинні були платити мито при вивезенні товарів до своїх одноплемінників на решті иериторії Чечні. Ці та інші побори адміністрації фактично призводили до паралічу економічної діяльності на значній частині регіону.

## Мурат Кучуков
Біографія Мурата Кучукова відома лише найзагальніших рисах. Він був уфімським феодалом, який брав участь у башкирському повстанні 1704—1711 років. 1707 року він перебрався до Чечні. Астраханський воєвода Петро Апраксин писав Петру I:
|  | У минулому 1707 уфімський башкирець, який називав себе салтаном, був у Цареграді і в Криму про башкірску зраду і прибіг з Кубані, з'явився в гірських народах, що поблизу Терека називаются чеченці, мічкизи, аксайці; иі ті народи звабивши, називаючи себе прямим башкирським салтаном і проклятого їх закону басурманського святим, став їх володарем… |

## Повстання
Під впливом пропаганди Кучукова широкі народні маси піднялися боротьби з місцевими князями та адміністрацією Терського міста. Основну частину повсталих становили окочани, їх підтримали аксайці, кумики, козаки-розкольники, ногайці, представники інших місцевих народів, а також жителі Кизляра. Соціальний склад повсталих також був строкатим і включав як бідних горян, і заможних, яких, проте, об'єднувало невдоволення політикою московської адміністрації. Повсталі були далекі від релігійних гасел, хоча Мурат Кучуков і визнавався ними мусульманським святим.
Незабаром під керівництвом Кучукова зібралося понад 1600 озброєних бійців. Послані до міста розвідники повідомили, що зміцнення міста перебувають у жалюгідному стані, гарнізон нечисленний, погано екіпірований та мало боєздатний. Використовуючи цю інформацію, повсталі на світанку 12 лютого 1708 розпочали штурм міста. Перший напад завершився до четвертої години пополудні наступного дня серйозним успіхом повсталих. У ході бою та після нього було спалено та зруйновано багато укріплень та адміністративних будівель. Оборонці зазнали важких втрат, багато з них потрапили в полон. Повсталі захопили десять гармат. Однак повністю опанувати фортецю не вдалося.
Московська сторона почала швидко надсилати допомогу захисникам міста. Так, граф Федір Апраксин надіслав підкріплення у кількості 1850 осіб, а його союзник, калмицький князь Аюка-хан — 8000 осіб. З цієї причини наступні атаки повсталих не принесли успіху. 26 лютого біля стін фортеці відбулася вирішальна битва, в якій повсталі були розгромлені, а Мурат Кучуков — полонений.